# 평면 메모리 모델
평면 메모리 모델(flat memory model)은 컴퓨터의 메모리를 관리하는 방법의 하나로, 각각의 프로그램에 프로그램 부분과 데이터 부분이 같은 공간을 사용한다. 이것은 초기 컴퓨터에 사용된 하버드 아키텍처에서 프로그램 메모리 부분과 데이터 부분이 서로 다른 공간을 사용했던 것과 대비된다.
각 평면마다 16비트 프로세서의 경우에는 64 키비바이트, 32비트 프로세서의 경우에는 4 기비바이트, 64비트 프로세서의 경우에는 16 엑스비바이트를 사용할 수 있다.
이 방식은 프로그램과 데이터가 같은 공간을 사용하기 때문에, 두 부분의 메모리 주소가 겹치는 일은 발생하지 않는다. 대신, 하버드 아키텍처 방식에 비해 사용할 수 있는 데이터 공간이 줄어드는 단점이 있다.

## 같이 보기
- 주소 공간